# Чеє
Чеє (рум. Ceie) — село у повіті Муреш в Румунії. Входить до складу комуни Гіндарі.
Село розташоване на відстані 241 км на північ від Бухареста, 33 км на схід від Тиргу-Муреша, 111 км на схід від Клуж-Напоки, 102 км на північний захід від Брашова.

## Населення
За даними перепису населення 2002 року у селі проживали 47 осіб, з них 46 осіб (97,9%) угорців. Рідною мовою 46 осіб (97,9%) назвали угорську.